# Maximilian de Beauharnais

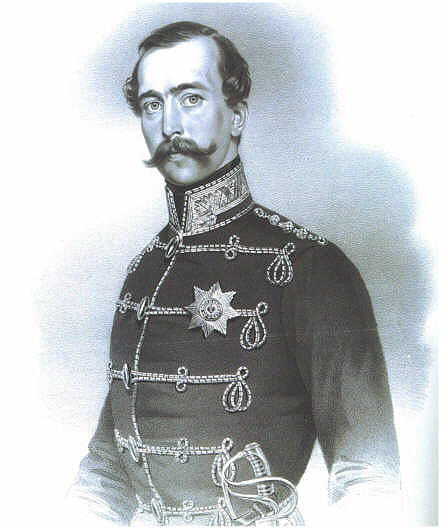
Maximilian de Beauharnais (um 1850)

Maximilian Joseph Eugène Auguste Napoléon de Beauharnais (* 2. Oktober 1817 in München; † 20. Oktoberjul. / 1. November 1852greg. in Sankt Petersburg) war der 3. Herzog von Leuchtenberg. Nach seiner Heirat (1839) wurde er Fürst Romanowsky.

## Leben

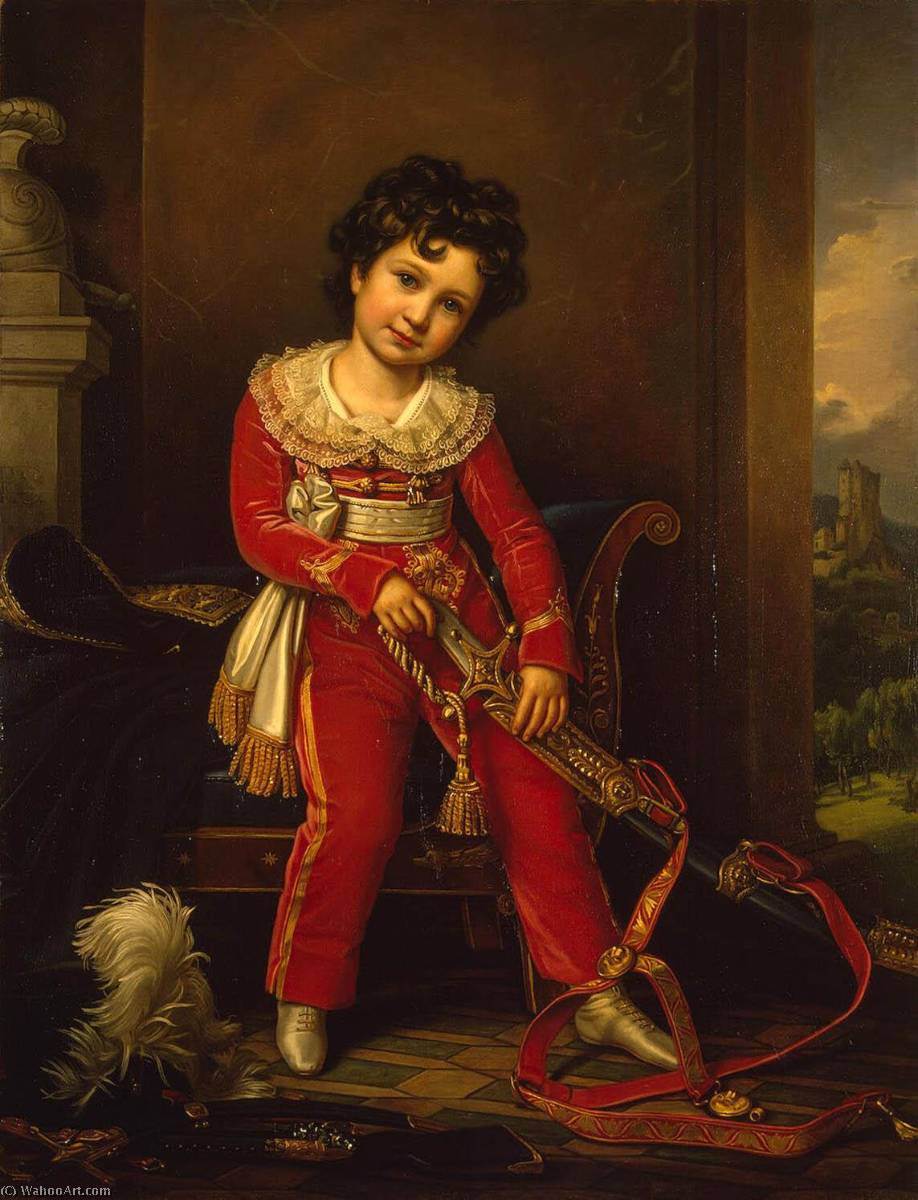
Joseph Karl Stieler: Maximilian de Beauharnais als Kleinkind, 1821

Maximilian war der zweite Sohn von Eugène de Beauharnais und seiner Ehefrau Prinzessin Auguste von Bayern, Tochter des ersten bayerischen Königs Maximilian I. Joseph und dessen erster Gattin Prinzessin Auguste Wilhelmine Maria von Hessen-Darmstadt. Er war väterlicherseits ein Enkel von Joséphine de Beauharnais, Kaiserin der Franzosen. Napoléon III., seit 1852 Kaiser der Franzosen, war sein Vetter väterlicherseits.
Durch seine Mutter erhielt er eine hervorragende Erziehung.
Nach dem Sturz Bonapartes bekam sein Vater 1817 von seinem Schwiegervater Maximilian I. Joseph von Bayern den Titel eines Herzogs von Leuchtenberg mit dem gleichnamigen Landgrafentum und dem Fürstentum Eichstätt als Standesherrschaft zugesprochen. Als sein Vater 1824 und sein älterer Bruder Auguste Charles Eugène Napoléon de Beauharnais 1835 starben, erbte er den Herzogtitel und alle seine Rechte. So folgte er seinem Bruder im März 1835, zuerst unter der Vormundschaft seiner Mutter, in der Regierung der Standesherrschaft. Er trat als Leutnant des vierten Chevauxlégers-Regiments in bayrische Dienste, um später Oberst des sechsten zu werden, welchen Rang vor ihm sein Vater und Bruder innegehabt hatten.
1837 entsandte der König Maximilian de Beauharnais zu den großen russischen Kavalleriemanövern bei Wosnessensk und 1838 kam er abermals nach Russland, wo er sich mit der Großfürstin Maria Nikolajewna Romanowa (1819–1876) verlobte. Diese war die älteste Tochter des russischen Zaren Nikolaus I. und der Prinzessin Charlotte von Preußen. Durch seine Verwandtschaft zu Kaiser Napoléon war Maximilian de Beauharnais keine gute Partie für die Zarentochter. Doch Großfürstin Maria Nikolajewna hatte verlauten lassen, dass sie niemals heiraten werde, wenn sie Russland verlassen müsste. So stimmte der Vater zu. Am 14. Juli 1839 fand dann die Hochzeit von Herzog Maximilian von Leuchtenberg und seiner Verlobten in der Kapelle des Winterpalastes in Sankt Petersburg statt. Sein Schwiegervater verlieh ihm und seinen Nachkommen den erblichen Titel Fürst, Prinz bzw. Prinzessin Romanowsky.

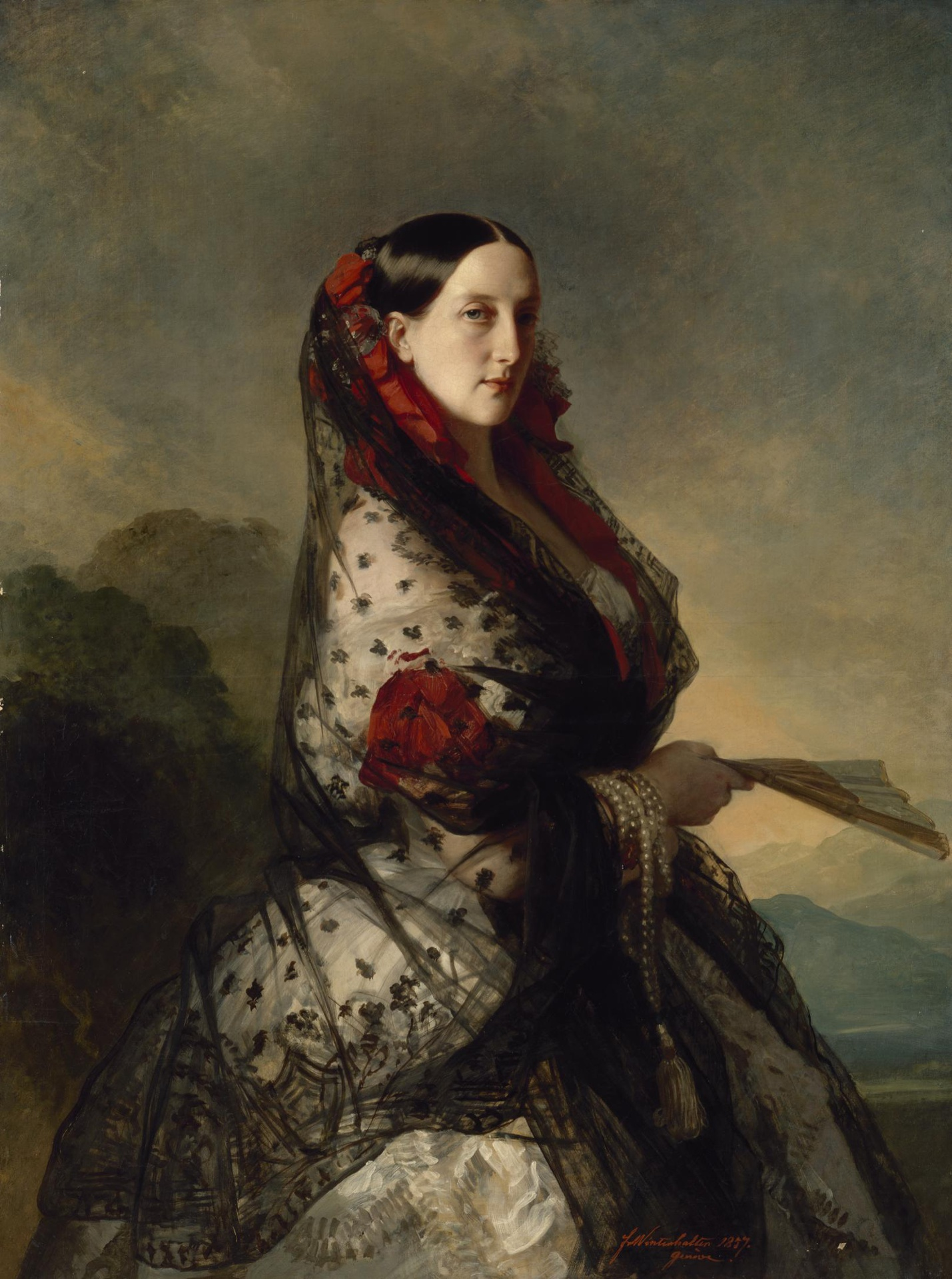
Franz Xaver Winterhalter: Großfürstin Maria Nikolajewna Romanowa, Öl auf Leinwand, 1857

Aus der gemeinsamen Verbindung gingen sieben Kinder hervor:
- Alexandra Maximilianowna (1840–1843)
- Maria Maximilianowna (1841–1914)

⚭ Prinz Ludwig Wilhelm August von Baden (1829–1897)
- Nikolaus Maximilianowitsch (1843–1891), 4. Herzog von Leuchtenberg und Fürst Romanowsky

⚭ Nadeshda Sergejewna Annenkowa (1840–1891)
- Eugenia Maximilianowna (1845–1925)

⚭ Herzog Alexander von Oldenburg (1844–1932)
- Eugen Maximilianowitsch (1847–1901), 5. Herzog von Leuchtenberg und Fürst Romanowsky

⚭ Daria Opotschinina (1845–1870)
⚭ Zinaida Skobelewa (1878–1899)
- Sergei Maximilianowitsch (1849–1877), gefallen im Russisch-Türkischen Krieg
- Georgi Maximilianowitsch (1852–1912), 6. Herzog von Leuchtenberg und Fürst Romanowsky

⚭ Prinzessin Therese von Oldenburg (1852–1883)
⚭ Prinzessin Anastasia von Montenegro (1868–1935)
Maximilian de Beauharnais wurde Generaladjutant des Zaren, Generalleutnant, Kommandant der ersten Division der leichten Gardekavallerie, Chef des Husarenregiments Herzog Maximilian von Leuchtenberg, Chef des Kadettenkorps der Mineur-Ingenieure, Präsident der Akademie der Künste in Sankt Petersburg, Ehrenmitglied der russischen Akademie der Wissenschaften, der Universitäten zu Sankt Petersburg, Moskau, Kasan und des Rats der Militärschulen. Des Weiteren wurde er 1847 zum Ehrenmitglied der Bayerischen Akademie der Wissenschaften ernannt.
Die Besitzungen seines Hauses im Kirchenstaat überließ Maximilian de Beauharnais 1845 der päpstlichen Regierung für 20 Millionen Francs, für die er die Herrschaft Tambow in Russland kaufte. Durch beiderseitige Schuld der Gatten wurde Leuchtenbergs Ehe trotz der sieben gemeinsamen Kinder eine sehr unerfreuliche. Er starb nach einem mehrjährigen Lungenleiden, das er sich auf einer geologischen Forschungsreise im Ural zugezogen hatte, am 1. November 1852 im Alter von 35 Jahren in Sankt Petersburg.

## Erwähnenswertes
Die Urne mit dem Herzen Herzog Maximilians steht zusammen mit den Herzen seiner Mutter Auguste und seiner Schwester Carolina in einer Vitrine in der Fürstengruft von  St. Michael in München.
Sein Enkel, Prinz Peter von Oldenburg, aus der Ehe seiner jüngsten Tochter Eugenia Maximilianowna, heiratete 1901 Großfürstin Olga Alexandrowna Romanowa, die jüngste Schwester des letzten russischen Zaren Nikolaus II. Wegen Peters Homosexualität wurde die Ehe per kaiserlichem Dekret annulliert.

## Ehrungen
Nach ihm benannt ist wahrscheinlich die Pflanzengattung Leuchtenbergia aus der Familie der Kakteen (Cactaceae).

## Film
- Napoleons Erben in Bayern. Die Herzöge von Leuchtenberg, BR-Filmdokumentation von Bernhard Graf, 2020.